# St. Marien (Lemgo)

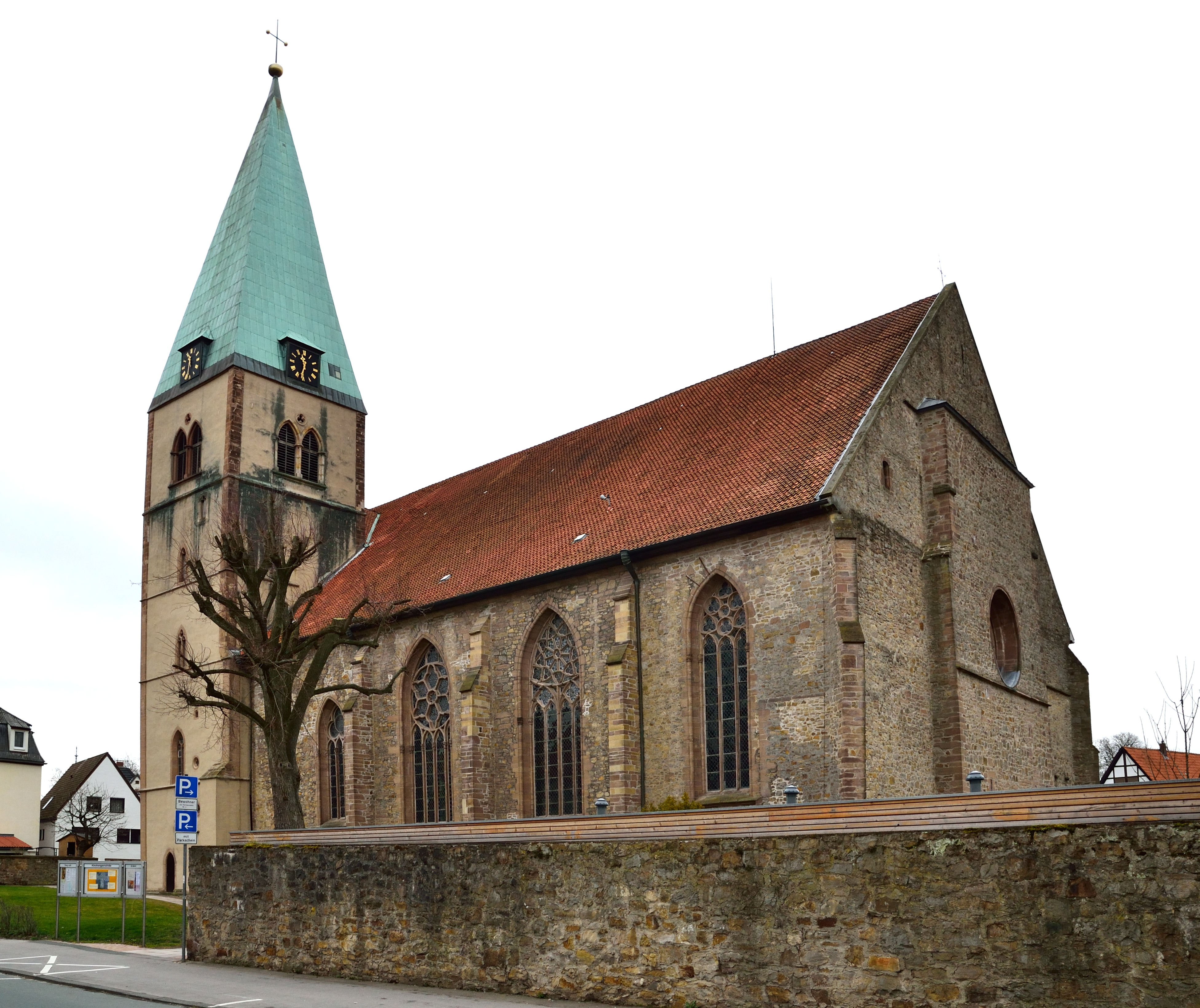
St. Marien in Lemgo, Ansicht von Nord-Westen

Die evangelisch-lutherische Pfarrkirche St. Marien ist eine der fünf Innenstadtkirchen in Lemgo. Seit 1306 war sie die Klosterkirche von Dominikanerinnen. Noch heute besteht das Lippische Damenstift St. Marien in Lemgo, das unter der Aufsicht des Landesverbandes Lippe steht. Das Stift St. Marien wurde 1971 per Landesgesetz mit dem Stift Cappel bei Lippstadt vereinigt.

## Geschichte

### Gründung
Ab dem Jahre 1250 bildete sich im Süden der Stadt Lemgo eine selbständige Neustadt. Es war keine Frage, dass die Neustadt eine eigene Kirche brauchte. Der Baubeginn wird um das Jahr 1260 datiert. Der Legende nach soll die Kirche an der Stelle einer früheren Marienkapelle gebaut worden sein, die als erstes Bauwerk gegolten haben soll. Die Neustädter Kirche wird 1279 zum ersten Mal durch den Paderborner Bischof Otto von Rietberg urkundlich erwähnt.

### Dominikanerinnenkloster
Am 8. September des Jahres 1306 – dem Tag Mariä Geburt – wurden die 40 Dominikanerinnen aus Lahde bei Minden in Lemgo feierlich empfangen. Ihre Sonderrechte wurden im Vertrag vom 15. März 1306 festgehalten; weder Gericht noch Stadträte durften sich in die Ordensangelegenheiten einmischen. Ferner erhielt das Kloster das Patronatsrecht über die Lemgoer Kirchen.
Durch die umfassende Bibliothek gewann die noch junge Stadt an Kultur und Bildung. Die Marienkirche – während der Umsiedlung der Nonnen noch unvollendet – war sowohl Kloster- als auch Bürgerkirche. Am 18. November 1320 konnte die Marienkirche eingeweiht werden.
In einer Urkunde von 1323 wurden die puellae scolares erwähnt, Schülerinnen der Klosterschule von St. Marien.

### Reformation und Neuzeit
Um 1528 wurde in der Lemgoer Marienkirche – gegen den Willen des amtierenden Grafen Simon V. und der Nonnen – der erste protestantische Gottesdienst gehalten. Von 1555 bis 1568 war Hermann Hamelmann Pastor an der Marienkirche.
Erst im Jahre 1575 wurde das bestehende Dominikanerinnenkloster in ein evangelisches Jungfrauenkloster umgewandelt, die klösterlichen Privilegien wurden zunehmend eingeschränkt. 1713 wurde die Gemeinschaft zu einem profanen Damenstift. Seit 1918 bis heute ist das Evangelische Stift St. Marien eine Einrichtung der Altenfürsorge.

## Baugeschichte
Die Marienkirche zählt zu den schönsten frühgotischen Hallenkirchen Westfalens.

### Spätromanik

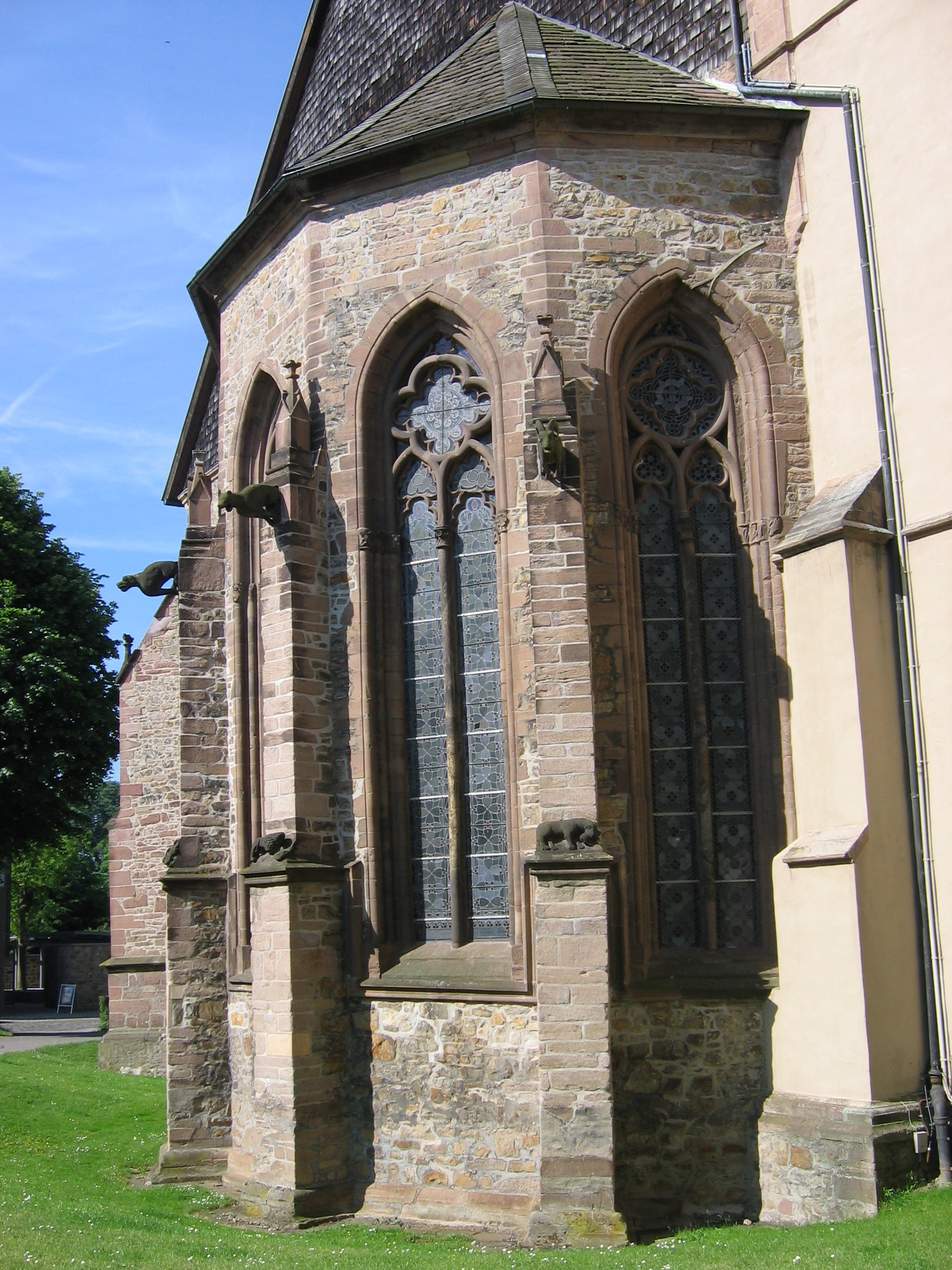
Chorapsis von Nordost

Die zwischen 1260 und 1270 entstandene halbrunde Chorapsis war spätromanisch. Dies zeigen die Grundmauern, die 1949 und 1965 ausgegraben wurden. Ab 1270 wurde das Chorquadrat im schmucklosen Übergangsstil der Spätromanik und Frühgotik errichtet.
Zu Beginn gab es Schwierigkeiten mit dem Untergrund, da der Grundwasserspiegel sehr hoch und der Boden sehr sandig war. Der Kirchbau ruht auf mehreren 15 bis 20 cm dicken Holzpfählen, die an einigen Stellen in den Boden eingerammt wurden.

### Frühgotik
Nachdem die Neustadt privilegiert war, kam es 1288 zu einer Intensivierung der Bauarbeiten.
Es wurde ein neuer Chorabschluss im Stil der Frühgotik errichtet, in der seltenen Form von fünf Seiten eines Zehnecks.
Vermutlich wurde die Ostseite parallel zur Westseite errichtet, da – vermutlich aufgrund eines Messfehlers – die Achse nach Norden hin leicht verbogen ist. Dies machte sich bei den zu errichtenden Langhausjochen besonders bemerkbar.
Es wird vermutet, dass die Kirche von derselben Bauhütte errichtet wurde, die den Mindener und den Paderborner Dom geschaffen hat. Dies legen Steinmetzzeichen, Sockel- und Pfeilerprofile nahe.

### Langhaus

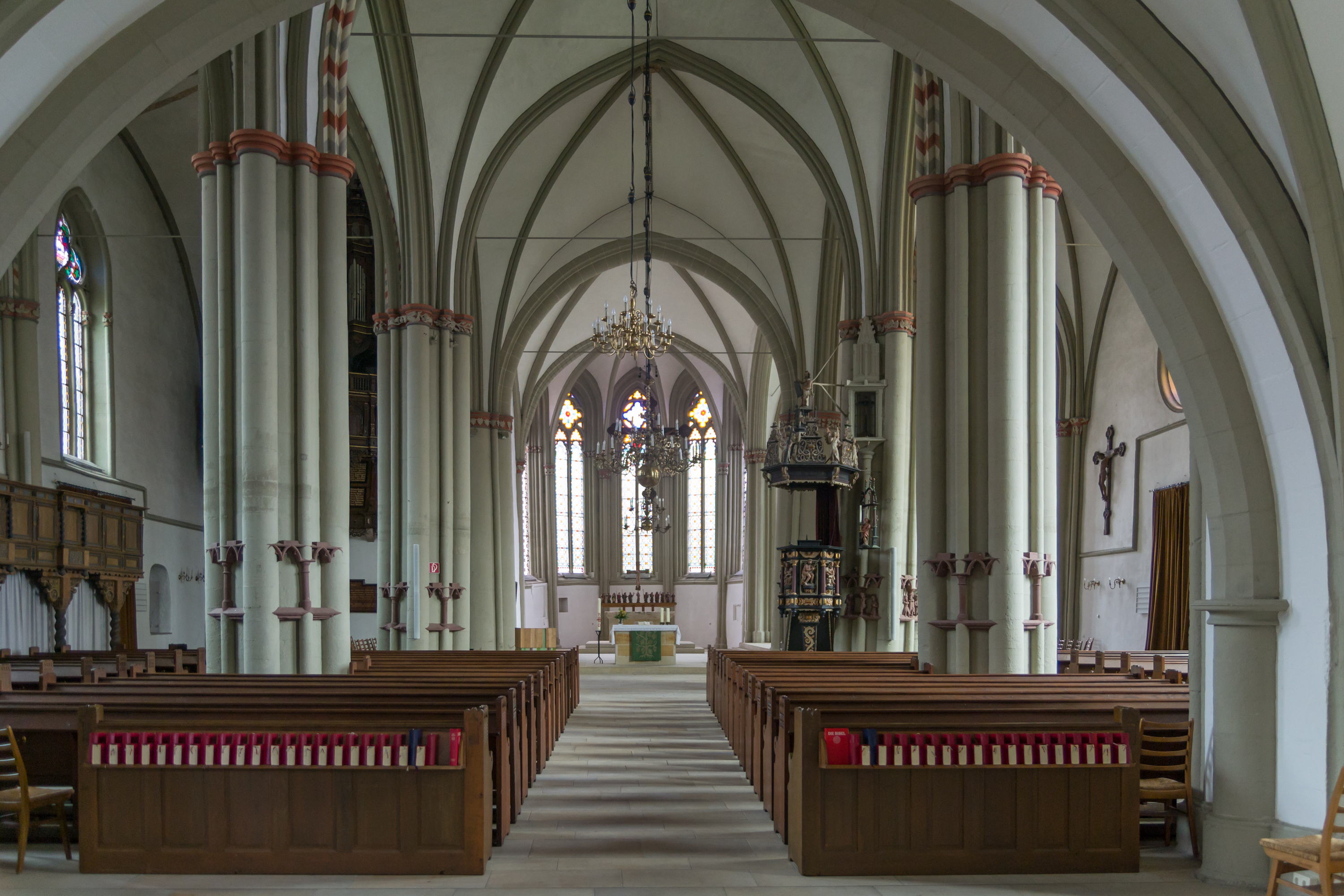
Langhaus

Zwischen 1308 und 1320 soll das Langhaus fertiggestellt worden sein. Das mächtige Satteldach scheint nicht ursprünglich zu sein, vielmehr sind, wie an St. Nicolai, hier Quersatteldächer anzunehmen – vermutlich mit einem Dachreiter, worauf die Bemerkung in einer Kirchenrechnung vom Jahre 1664 hinweist:
„Den 12. Nov. ein klein Törnichen auf der Kirche gestanden […] auf Befehl des Kaspelß [Kirchspiels] abbrechen lassen“.
Der Bau eines Turmes, der sich über dem westlichen Mittelschiffjoch erheben sollte, musste eingestellt werden, weil durch den nachgiebigen Baugrund Einsturzgefahr drohte. Sein Stumpf samt einem Treppenrest ist noch auf dem Dachboden zu sehen.

### Ostturm

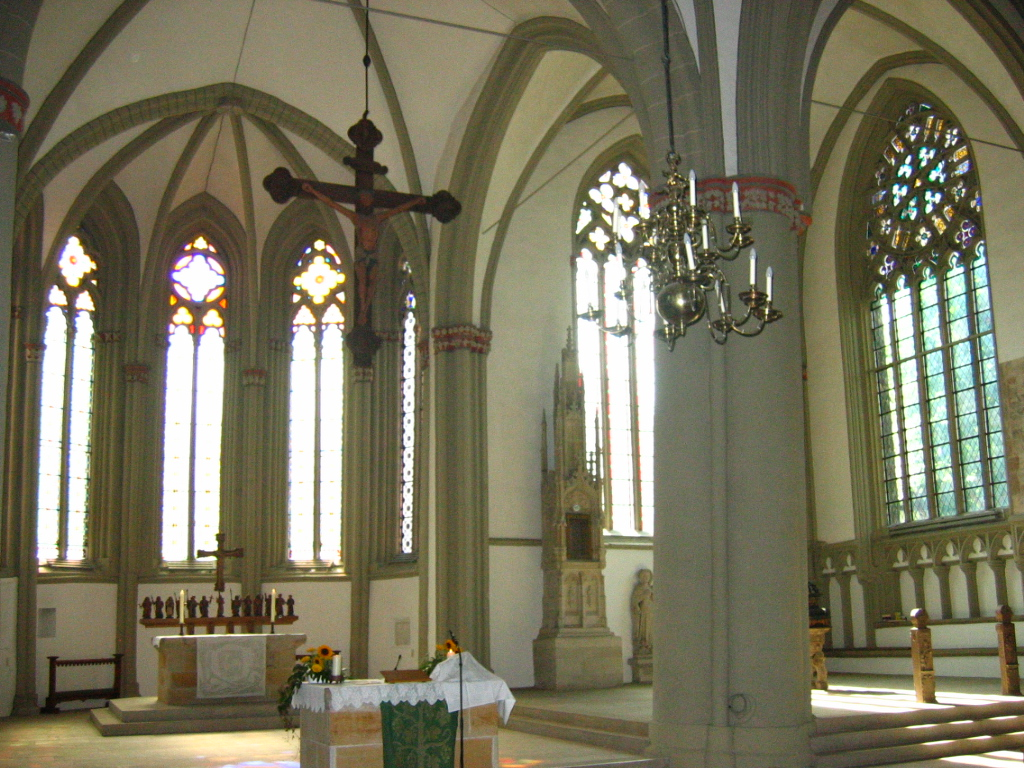
Erweiterter Chorraum

In der Zeit zwischen 1350 und 1375 entstand der Ostturm in der Ecke zwischen den Außenmauern von Chorquadrat und dem ersten Joch des nördlichen Seitenschiffes. Im Erdgeschoss des Turmes befindet sich die Sakristei, ein hochgotischer Raum mit vier Gewölbefenstern und einem zentralen Bündelpfeiler. Als Pendant zum Turm wurde das südliche Seitenschiff um ein Joch verlängert, so dass sich das Chorquadrat nach Süden hin erweitert.

### Notgedrungene Veränderungen

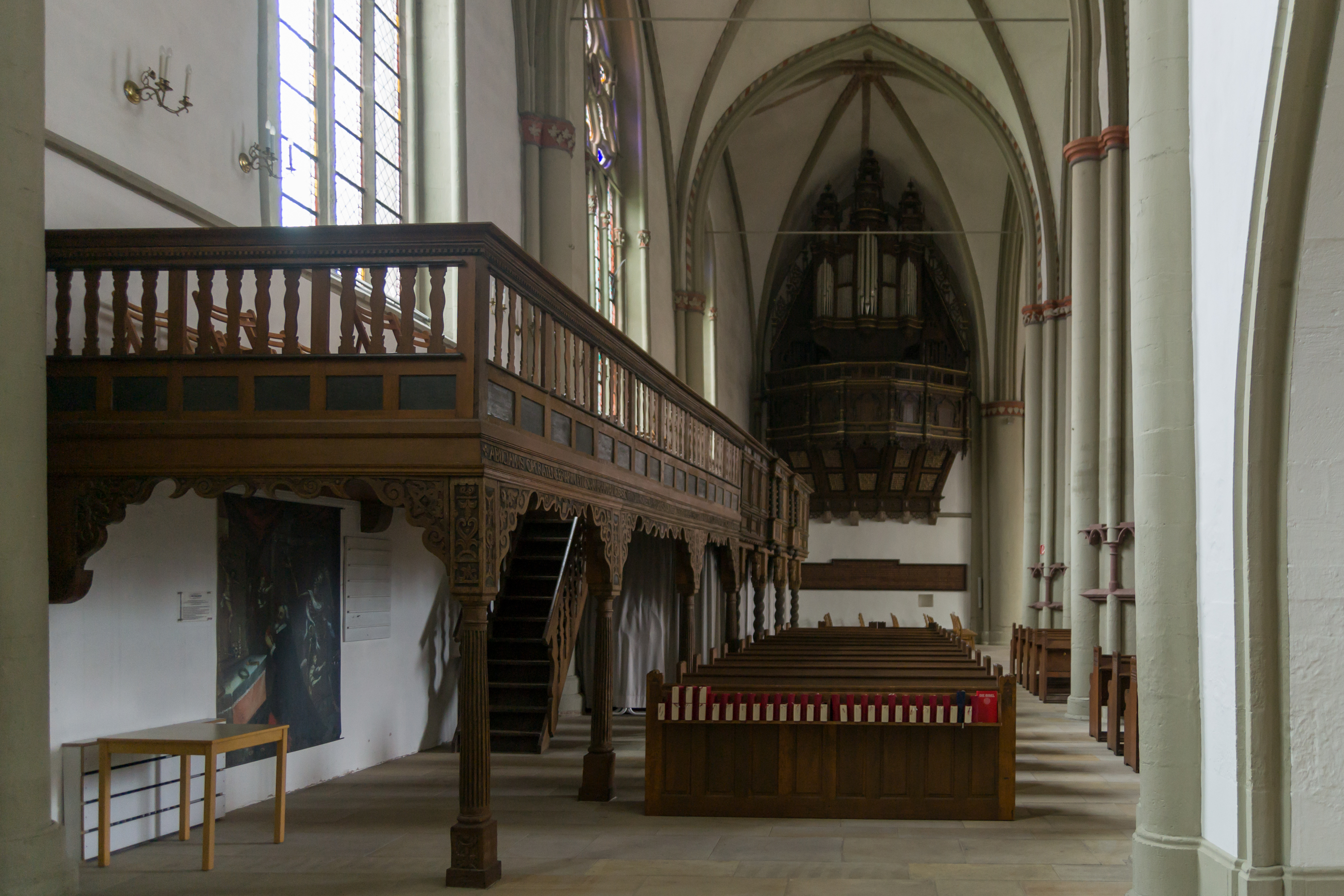
Holzempore

Aufgrund bedrohlicher Neigung der Außenmauern mussten die Giebel über den Seitenschiffen und die Quersatteldächer abgebrochen werden. Anstelle dessen wurde das genannte (Längs-)Satteldach errichtet.
Durch mehrmaliges Aufschütten des Bodens in den Jahren 1582 und zuletzt 1820 erhöhte sich dieser um bis zu 1,40 m. Dies führte nicht zu einer erhofften Stabilisierung des Gotteshauses, jedoch zu einer Veränderung der Raumwirkung: Die ausgewogenen Höhen- und Breitenverhältnisse wichen einem breit gelagerten Raum.
Die 1686 begonnene steinerne Westempore wurde abgebrochen und eine niedrigere, weit ins Mittelschiff hineinreichende Holzempore („Prieche“) gebaut, die bis 1885 bestand.

### Reparatur und Rekonstruktion
Im Jahre 1858 wurde die Kirche wegen Baufälligkeit geschlossen und unter Leitung von Baurat Ferdinand Ludwig August Merckel wiederhergestellt. Neben der Festigung des Dachstuhls mit Zement wurde der Dachstuhl neu errichtet und das Dach niedrig gelegt. Auch der Außenputz wurde 1863 entfernt, so dass das Bruchsteinmauerwerk seitdem sichtbar ist. Zwischen 1860 und 1867 erhielten die Fenster ihre farbige Verglasung.
Doch nur 100 Jahre später musste eine Generalrestaurierung (1964–1967) erfolgen, da das Gebäude einzustürzen drohte. Hierbei wurde der Fußboden auf das ursprüngliche Niveau abgesenkt (1800 m³ Auffüllung) und eine 40 cm dicke Betonplatte eingefügt. Die Turm- und Außenwände wurden zusätzlich mit Stahlbeton befestigt und mit der Bodenplatte verbunden.
Die Sanierung erbrachte eine Rekonstruktion der abgebrochenen steinernen Westempore. Die Renaissance-Empore von 1600 und ein Teil der barocken Stiftsempore von 1686 stehen seitdem im Nordschiff.
Der Turmhelm, der 1660 nach einem schweren Wirbelsturm mit Schindeln gedeckt war, ist seit 1950 kupfergedeckt; sein leuchtendes Grün hebt sich vom markanten roten Satteldach ab. Mittels Stahlträgern wurde der Turm 1982/83 im Mauerwerk befestigt und neu verputzt. Ebenso wurden die Gewölbemalereien im Nordschiff gesichert und der gesamte Innenraum mit einem neuen Anstrich versehen. Seit den jüngsten Baumaßnahmen soll die Kirche so stabil wie noch nie zuvor in den 700 Jahren ihres Bestehens sein.

## Architektur

### Allgemeines
Die Marienkirche ist aus Bruch- und hartem Sandstein errichtet. Die dreischiffige Hallenkirche zu vier Jochen schließt im Osten mit einem Chorquadrat und 5/10-Chorabschluss. Dem Turm auf quadratischen Grundriss im Nordosten entspricht das ebenfalls nachträglich angebaute Chorjoch im Südosten.

### Raumwirkung

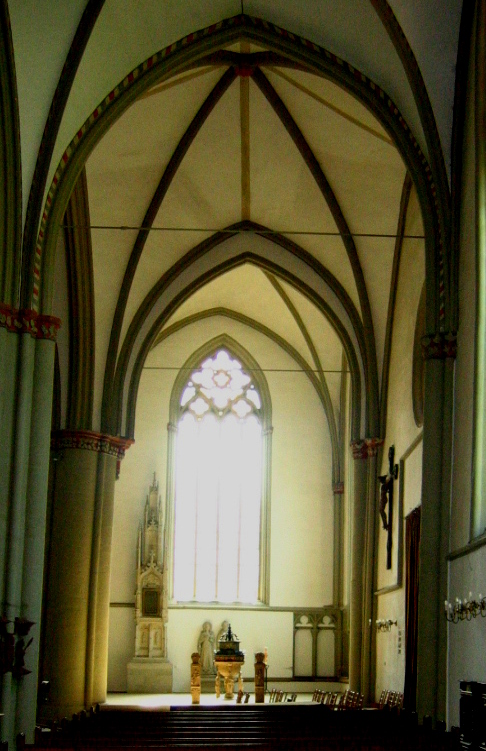
Südliches Seitenschiff

Die fünf Chorfenster sind in ein dichtes System von Rund-Diensten eingespannt. Je drei dieser gebündelten Dienste stehen in den Ecken, der mittlere nimmt die Rippe auf, die beiden seitlichen die Schildgurte über den Fenstern. Das fünfkappige Rippengewölbe hat seinen Schlussstein genau im Scheitel des Chorbogens.
Die Stützen im Chorquadrat basieren auf einem wuchtigen Vierpass-Grundriss mit kleinen eingestellten Runddiensten. Die schweren, noch spätromanisch geprägten Formen der frühen Bauphase (ab 1270) lassen sich hier von den Langhauspfeilern (ab 1308) unterscheiden, bei denen die Masse stärker aufgelöst ist.
Die rekonstruierte steinerne Westempore eröffnet ihr Kreuzrippengewölbe zum Mittelschiff hin in einem mächtigen Segmentbogen, an den Schmalseiten in Spitzbögen. Darüber trennt eine geschlossene Mauer den Emporenraum von den Seitenschiffen.
Das Verhältnis der Seitenschiffe zum Mittelschiff entspricht ungefähr dem Goldenen Schnitt. Die so erzeugte Ausgewogenheit harmoniert völlig mit den Stützen im Langhaus, deren Stärke das Idealmaß hat: Sie wirken stabil und nicht plump. Senkrechte und Waagerechte stehen in vollkommen ausgewogenem Verhältnis zueinander, so dass sich ein harmonischer Gleichklang von Höhe und Weite ergibt. Der deutlich sichtbare Schiefstand einiger Pfeiler tut dem keinen Abbruch (am südöstlichen Freipfeiler beträgt die Auslenkung 28 cm).
Die Lemgoer Marienkirche entspricht dem Typ einer westfälischen Pfarrkirche und gehört zu den qualitätsvollsten Schöpfungen aus der Zeit der klassischen Gotik.

### Maße
| Breite des Mittelschiffes: | 8,50–9,50 m |
| Breite der Seitenschiffe:  | 7,30 m      |
| Pfeilerstärke:             | 1,80 m      |
| Höhe der Gurtbögen:        | 13,00 m     |
| Gesamtlänge (außen):       | 50,00 m     |
| Turmhöhe (bis zur Spitze): | 53,00 m     |

## Ausstattung

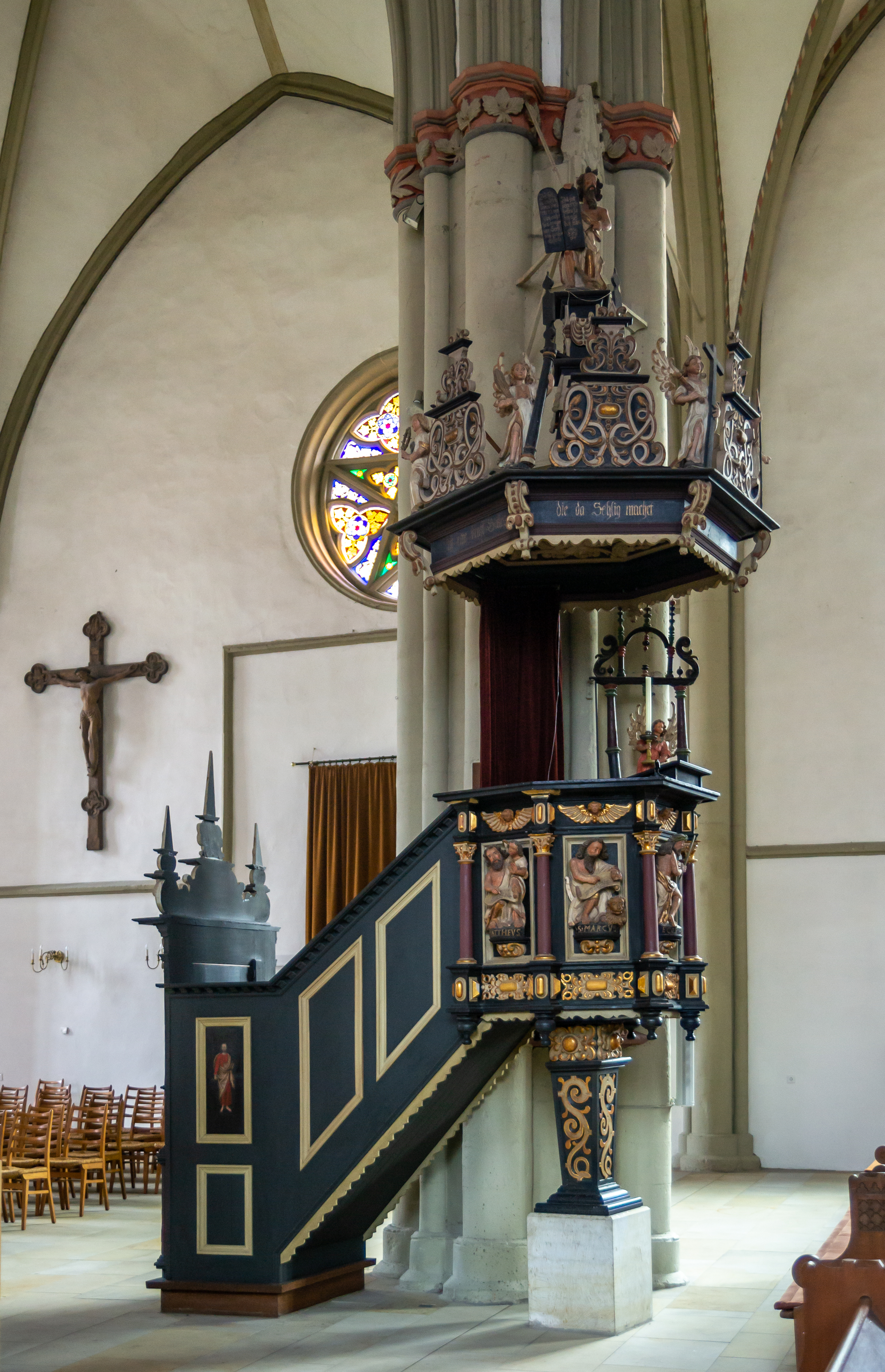
Kanzel

### Altäre
Sowohl der Liturgie- als auch der Choraltar sind von der originalen Steinplatte (um 1300) bedeckt. Letzterer trägt ein Kruzifix (um 1500?) und geschnitzte Figuren Christi und der zwölf Apostel (um 1645) in moderner Aufstellung.

### Kanzel
Die Kanzel wurde in den Jahren 1643/44 vom Lemgoer Meister Hermann Voß aus Lindenholz geschnitzt und von Berent Lalleken und Jobst Tappe 1646 farbig gefasst. Am Korb die vier Evangelisten und Christus als Schmerzensmann. Auf dem Schalldeckel fünf Engel mit Marterwerkzeugen, in der Mitte Moses mit den Gesetzestafeln.
Schwenkbar neben der Kanzel ist am Pfeiler ein Leuchterengel befestigt, den Friedrich Schwartze 1635 geschnitzt hat. Die zierliche Figur steht in spannungsreichem Kontrast. Das faltenreiche, bewegte Gewand verstärkt mit seinem asymmetrischen Verlauf die verhaltene Dynamik der Erscheinung.

### Bürgermeisterstuhl

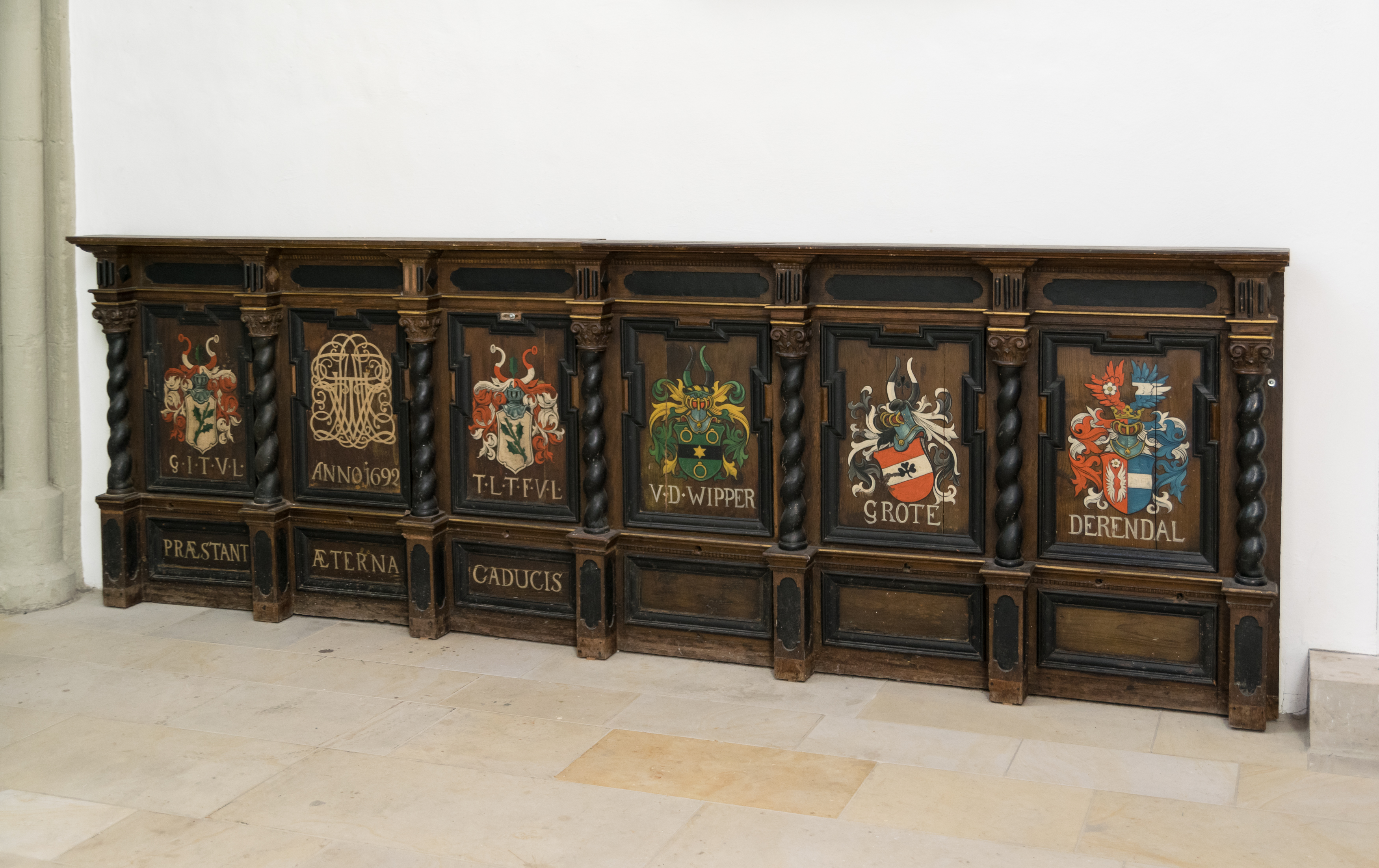
Brüstung des Bürgermeisterstuhls

An der Westwand befinden sich seit 1966 die Reste der Brüstung eines vermutlichen Bürgermeisterstuhls von 1692. Dieser befand sich bis 1964 auf einem Podest unterhalb der Schwalbennestorgel an der Ostwand. Eine kleine Treppe mit vier Stufen und Holzgeländer führte zu diesem Podest, das von einer Brüstung mit acht mal drei Holzfeldern, getrennt durch gedrehte Säulen, umgeben war. Nach dem Abbau wurden die nicht bemalten Felder entfernt, die verbleibende Brüstung ist nun noch etwa vier Meter lang und 1,33 Meter hoch. Die Wappen und Inschriften sind im Jahr 1912 restauriert worden. Das erste Feld zeigt das Wappen von Tilhen Von Leese und die Initialen G.I.T.V.L. (Gottschalck Iohan Tilhen Von Leese). Im zweiten Feld ist das Spiegelmonogramm Von Leeses mit der Jahresbezeichnung Anno 1692 zu sehen. Im dritten Feld wiederum das Wappen, allerdings gespiegelt zum ersten Feld, dazu die Initialen T.L.T.F.V.L. In den Folgefeldern die Wappen und Namen der Herren V(on) D(er) Wipper, Grote und Derendal. In den ersten drei Sockelfeldern befindet sich die lateinische Inschrift PRÆSTANT ÆTERNA CADUCIS (deutsch Ewiges geht über Vergängliches).

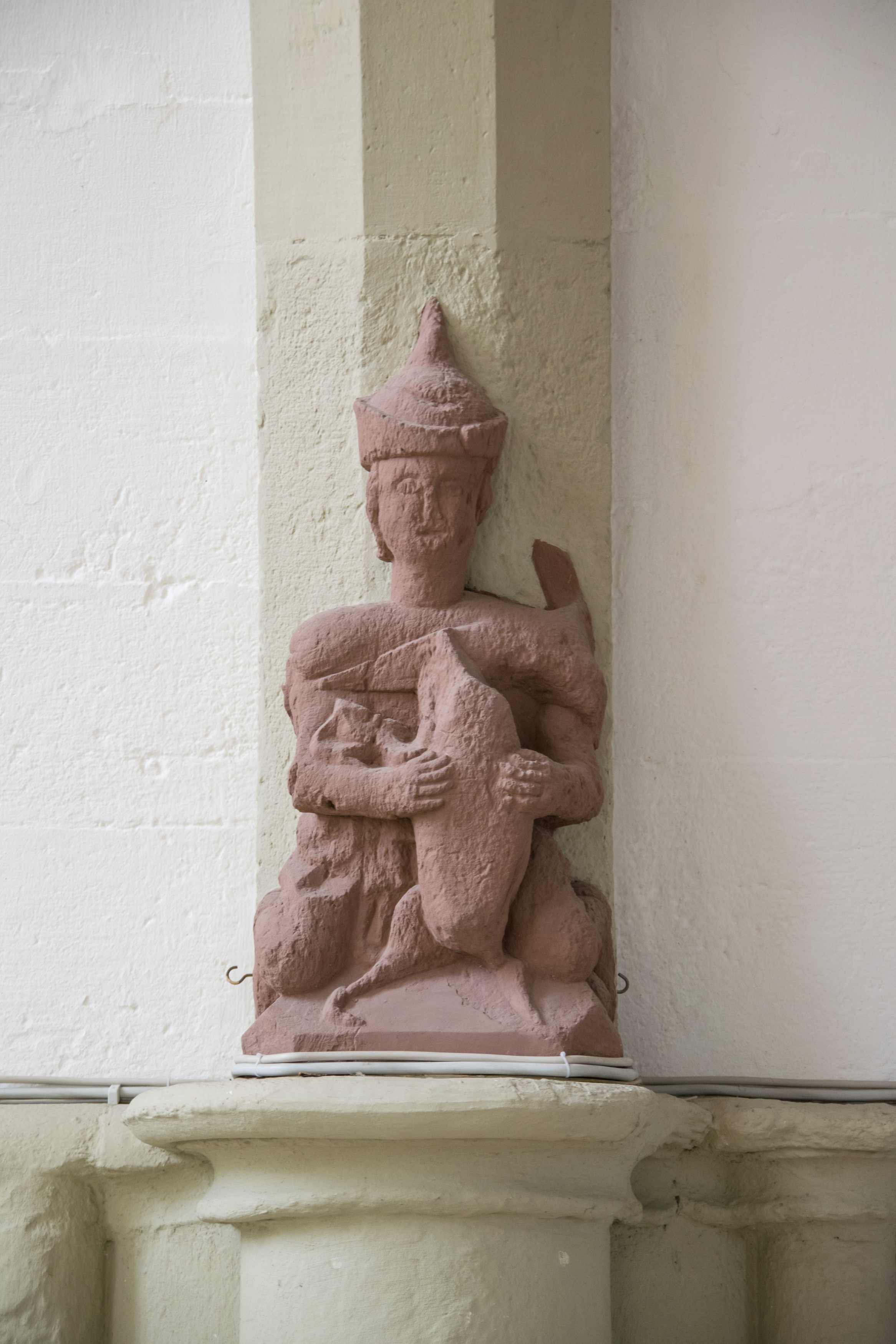
Jude

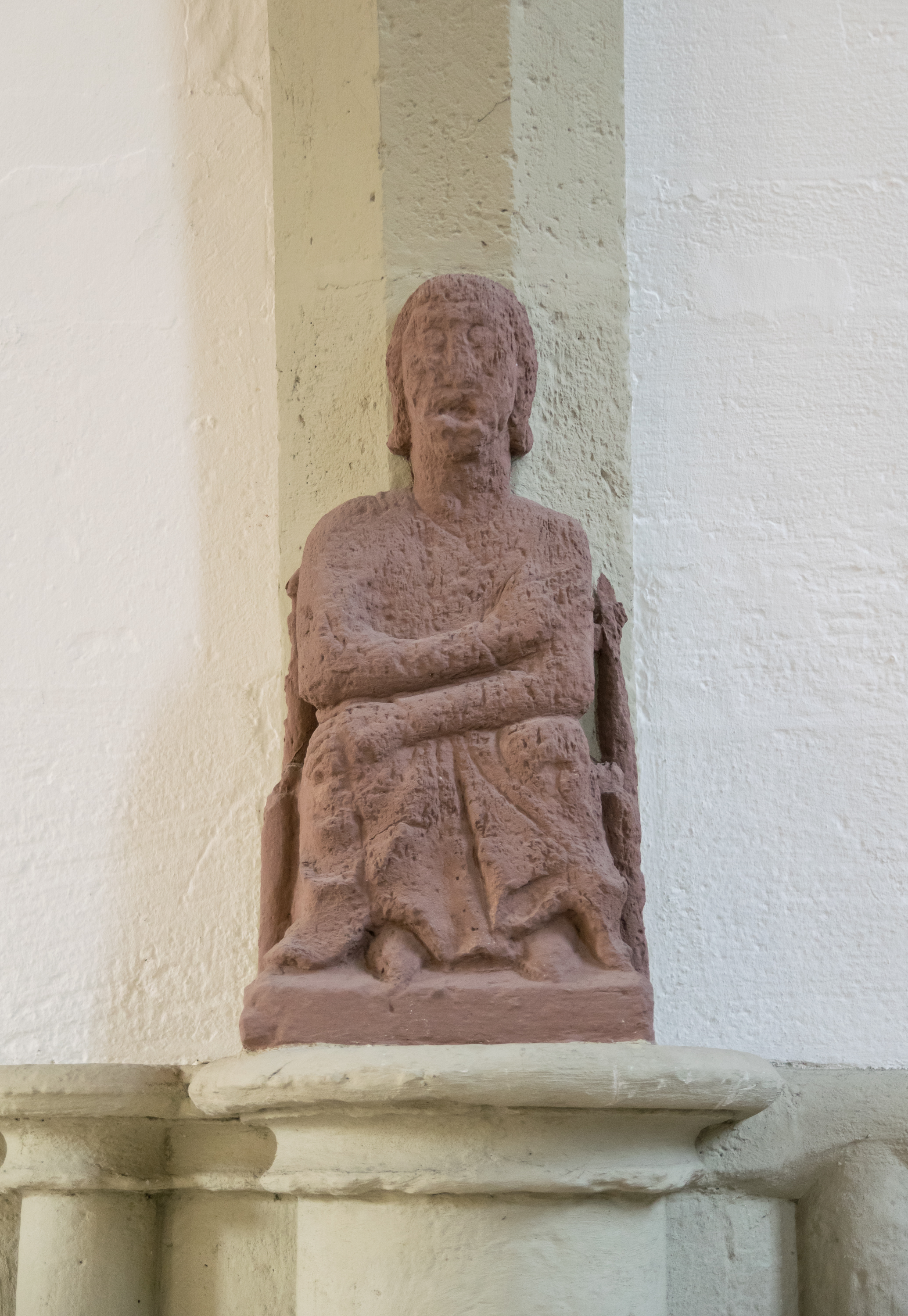
Christus

### Bauplastik
An den Pfeilern an der Westwand links und rechts des freigelegten Eingangstores sind zwei Relief-Figuren aus der Bauzeit um 1310. Die linke Figur am südlichen Pfeiler trägt einen spitzen Hut, eine Darstellung, die auch an anderer Stelle zur Kennzeichnung von Juden verwendet wurde. Im Arm hat die Figur ein nicht mehr vollständig erhaltenes Schwein, es handelt sich um die Darstellung einer Judensau, ein typisches Motiv des mittelalterlichen Antijudaismus. Der nördliche Pfeiler soll eine Christusfigur zeigen, zusammen bilden die beiden Figuren eine Abwandlung der Ecclesia und Synagoge.

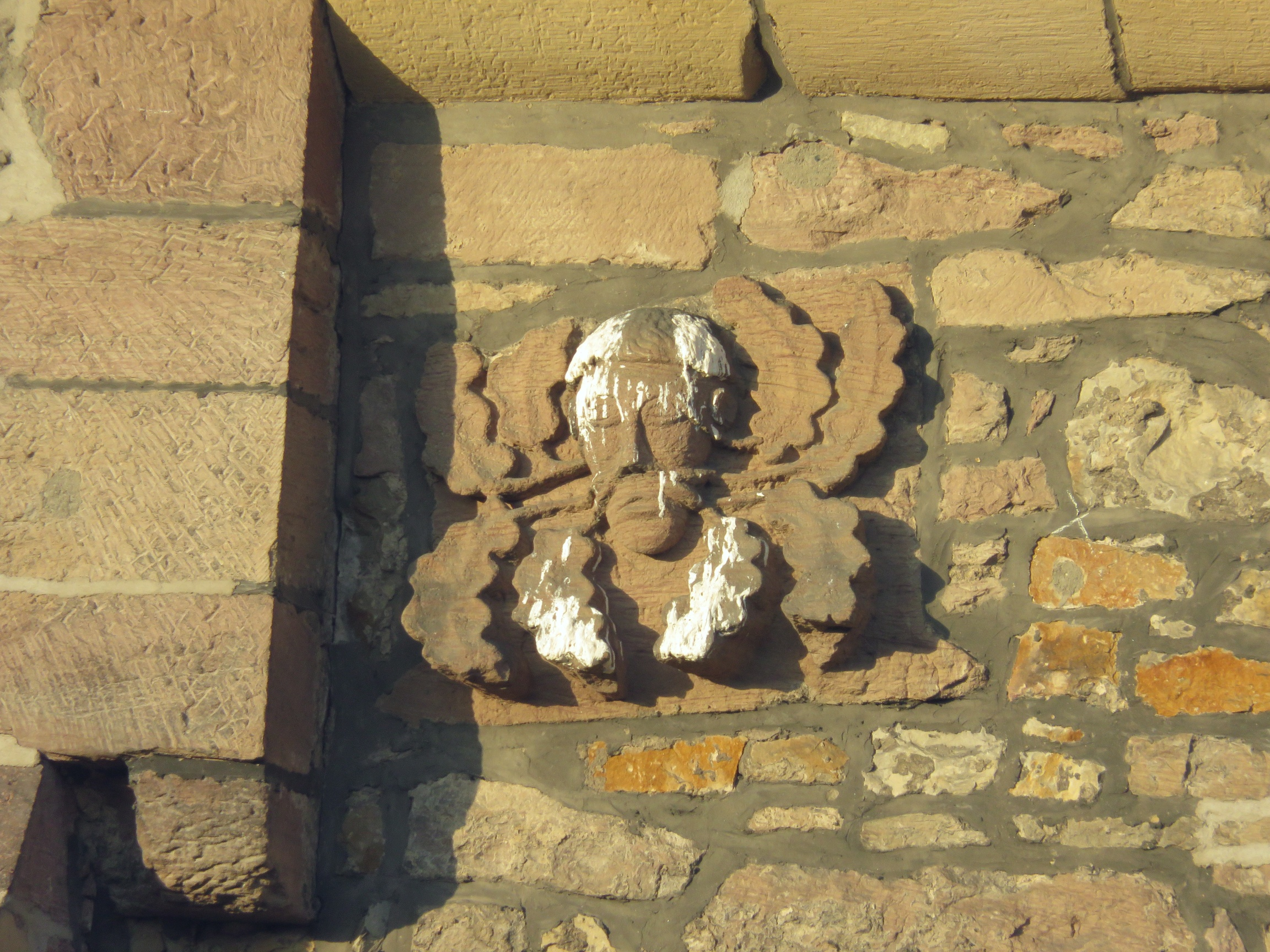
Blattmaske an der Südwand

In der Kirche finden sich noch weitere Judenreliefs: Eines zeigt die Geburt Christi mit Maria im Wochenbett. Daneben steht Joseph, auf einen Stock gestützt. Auch Joseph trägt einen Judenhut. Eine weitere, bereits stark zerstörte Szene verbildlicht die Geißelung Christus’. Die Jesus-Figur mit Heiligenschein ist an eine Geißelsäule gebunden, die Schergen mit Peitsche beziehungsweise Reisigbündel tragen die markanten Spitzhüte. Anders als in der neutestamentlichen Darstellung wird Jesus hier also nicht von den Römern gefoltert, ein weiteres Merkmal der Schuldzuweisung an die Juden.

### Orgeln

#### Hauptorgel

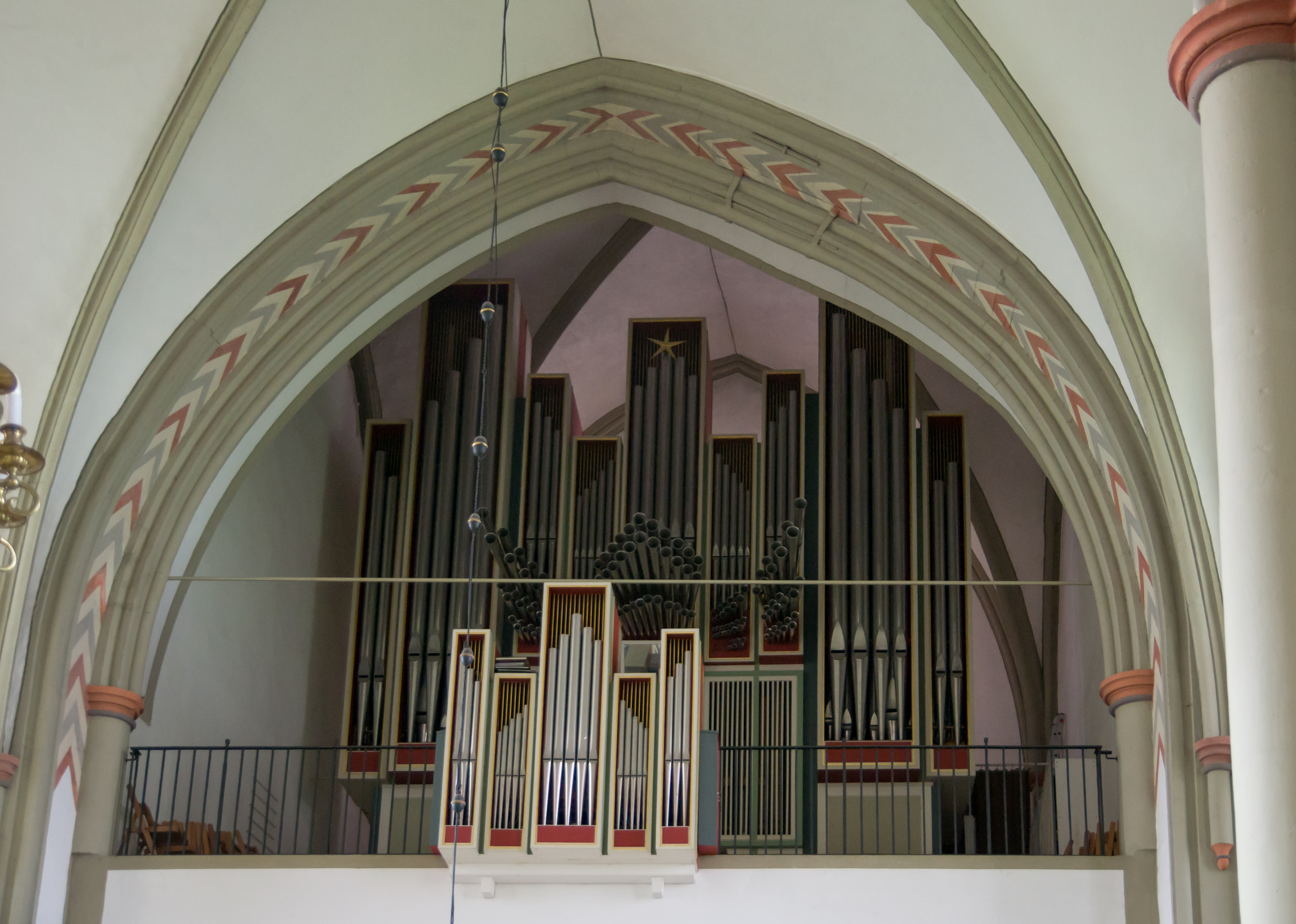
Hauptorgel von Paul Ott

St. Marien verfügte bereits im 15. Jahrhundert über zwei Orgeln. Im Jahr 1887 baute Ernst Klassmeier eine große Hauptorgel auf der Westempore. Nachdem das Instrument bei den Bauarbeiten ab 1964 entfernt worden war, errichtete Paul Ott 1974/75 an deren Stelle ein neues Werk. Für das Schwellwerk ergänzte der Westfälische Orgelbau S. Sauer 1998/1999 drei neue Zungenregister. Drei weitere Register wurden ersetzt oder überarbeitet und eine neue Setzeranlage eingebaut. Hans-Ulrich Erbslöh aus Hamburg führte 2015 eine umfassende Restaurierung durch. Haupt- und Schwellwerk erhielten neue Windladen, Pfeifenwerk und Spieltraktur wurden überarbeitet und vier Register ersetzt. Die Wiedereinweihung erfolgte am 29. November 2015.
Die Orgel verfügt über 45 Register auf vier Manualen und Pedal. Ihr Prospekt erhält durch ein horizontales Trompetenwerk mit Spanischen Trompeten und einem Zimbelstern ein markantes Gesicht. Die Disposition lautet:
| I Rückpositiv C–a3 |                |       |
| 1.                 | Gedackt        | 8′    |
| 2.                 | Praestant      | 4′    |
| 3.                 | Rohrcopula     | 4′    |
| 4.                 | Schwiegel      | 2′    |
| 5.                 | Nasat          | 1 ⁄3′ |
| 6.                 | Scharff III–IV |       |
| 7.                 | Cromorne       | 8′    |
|                    | Tremulant      |       |

| II Hauptwerk C–a3 |                |       |      |
| 8.                | Pommer         | 16′   |      |
| 9.                | Prinzipal      | 8′    |      |
| 10.               | Rohrflöte      | 8′    |      |
| 11.               | Oktave         | 4′    |      |
| 12.               | Koppelflöte    | 4′    | 2015 |
| 13.               | Quinte         | 2 ⁄3′ |      |
| 14.               | Oktave         | 2′    |      |
| 15.               | Mixtur V–VII   |       |      |
| 16.               | Cornett III–IV |       |      |
| 17.               | Trompete       | 16′   |      |
| 18.               | Trompete       | 8′    | 2015 |
|                   | Tremulant      |       |      |

| III Schwellwerk C–a3 |               |        |      |
| 19.                  | Rohrgedackt   | 16′    |      |
| 20.                  | Holzprinzipal | 8′     |      |
| 21.                  | Salicional    | 8′     |      |
| 22.                  | Copular       | 8′     | 2015 |
| 23.                  | Oktave        | 4′     |      |
| 24.                  | Traversflöte  | 4′     | 2015 |
| 25.                  | Nasat         | 2 ⁄3′  |      |
| 26.                  | Waldflöte     | 2′     |      |
| 27.                  | Terz          | 1 3⁄5′ |      |
| 28.                  | Sifflöte      | 1′     |      |
| 29.                  | Mixtur V–VI   |        |      |
| 30.                  | Bassons       | 16′    | 1999 |
| 31.                  | Hautbois      | 8′     | 1999 |
| 32.                  | Clairon       | 4′     | 1999 |

| IV Trompetenwerk C–a3 |          |     |
| 33.                   | Trompete | 16′ |
| 34.                   | Trompete | 8′  |
| 35.                   | Trompete | 4′  |

| Pedal C–g1 |               |         |
| 36.        | Prinzipal     | 16′     |
| 37.        | Subbaß        | 16′     |
| 38.        | Quintbaß      | 10 2⁄3′ |
| 39.        | Oktave        | 8′      |
| 40.        | Gedackt       | 8′      |
| 41.        | Oktave        | 4′      |
| 42.        | Nachthorn     | 2′      |
| 43.        | Hintersatz VI |         |
| 44.        | Posaune       | 16′     |
| 45.        | Trompete      | 8′      |
|            | Tremulant     |         |

- Koppeln: I/II, III/I, III/II, IV/II, IV/III, I/P, II/P, III/P, IV/P

#### Schwalbennestorgel

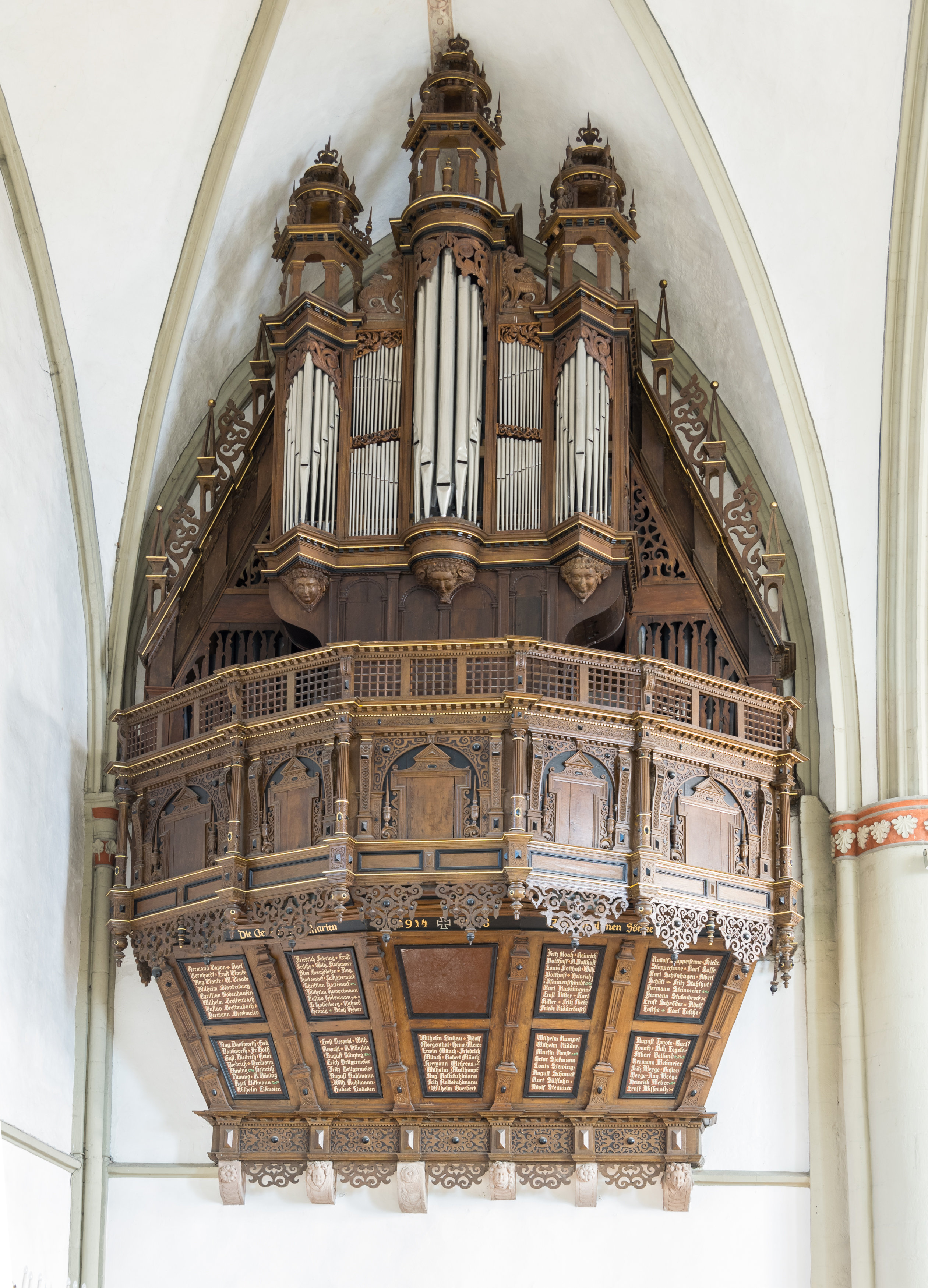
Schwalbennest-Orgel

Die Schwalbennestorgel in an der Ostwand des Nordschiffes ist eine kostbare Rarität. Sie zählt zu den wenigen Orgeln der Renaissance, deren Gehäuse weitgehend erhalten ist. Sie ist außerdem eines der seltenen Instrumente mit Springladen, die vermutlich aus dem 17. Jahrhundert stammen. Das Instrument weist drei hohe Pfeifentürme auf, die von geschnitzten Gebälken bekrönt und durch Obelisken und Ranken verziert sind. Der hohe künstlerische Wert der Orgel, die dem Klangideal der deutschen Spätrenaissance entspricht, findet seinen Ausdruck in den Internationalen Lemgoer Orgeltagen.
Die Orgel in ihrer jetzigen Gestalt ist unter Verwendung älterer Teile 1612/13 erbaut worden; der Orgelbauer war vermutlich Fritz Scherer aus Hamburg. Das Gehäuse geht auf die Gebrüder Slegel zurück, die zwischen 1586 und 1595 an der Orgel arbeiteten. Zwischen dem 17. und 19. Jahrhunderts erfolgten umfangreiche Reparaturen und Veränderungen. 1887 entstand auf der Westempore eine neue Orgel durch Ernst Klassmeyer, in die teilweise Pfeifenwerk der Schwalbennestorgel integriert wurde. Die anderen Register wurden ausgelagert und gingen später verloren. Nur die Prospektpfeifen blieben erhalten. Die farbige Fassung von Prospekt und Unterbau wurde 1912 abgebeizt. In den Jahren 1932/33 rekonstruierte Friedrich Klassmeier (Lemgo) unter Mitwirkung von Christhard Mahrenholz das Orgelwerk weitgehend in seiner ursprünglichen Form. Die Tafeln mit den Namen der Gefallenen des Ersten Weltkrieges wurden angebracht. 1950/61 erneuerte und erweiterte Paul Ott das Instrument auf drei Manuale und 27 Register.
In den Jahren 2009/10 wurde die alte Scherer-Orgel durch Rowan West rekonstruiert und auch die historische mitteltönige Stimmung wieder gelegt. Ausgangspunkt war der Zustand von 1613 mit zwei Manualen und 20 Registern. Seitdem verfügt die Schwalbennestorgel wieder über eine zweimanualige Anlage mit Ober-, Hauptwerk und Pedal. Vom Pfeifenwerk sind nur die Prospektpfeifen des Hauptwerks original. Die Rekonstruktion der fehlenden Teile orientierte sich vor allem an der Scherer-Orgel in Tangermünde und an niederländischen Instrumenten. Die Disposition lautet:
| I Hauptwerk CDEFGA–c3 |                |    |
| 1.                    | Praestant      | 8′ |
| 2.                    | Quintatien     | 8′ |
| 3.                    | Gedackt        | 8′ |
| 4.                    | Octave         | 4′ |
| 5.                    | Hohlfloyte     | 4′ |
| 6.                    | Mixtur II–IV   |    |
| 7.                    | Scharff III–VI |    |
| 8.                    | Barpfeiff      | 8′ |

| II Oberwerk CDEFGA–c3 |              |    |
| 9.                    | Praestant    | 4′ |
| 10.                   | Hohlpfeiff   | 8′ |
| 11.                   | Nasatt       | 3′ |
| 12.                   | Waltpfeiff   | 2′ |
| 13.                   | Cimbell III  |    |
| 14.                   | Trumpett     | 8′ |
| 15.                   | Zinke (ab f) | 8′ |

| Pedalwerk CDEFGA–d1 |                |     |
| 16.                 | Bordaunen Bass | 16′ |
| 17.                 | Gemshorenfloyt | 1′  |
| 18.                 | Bassunen Bass  | 16′ |
| 19.                 | Trumpeten Bass | 8′  |
| 20.                 | Cornet Bass    | 2′  |

### Glocken

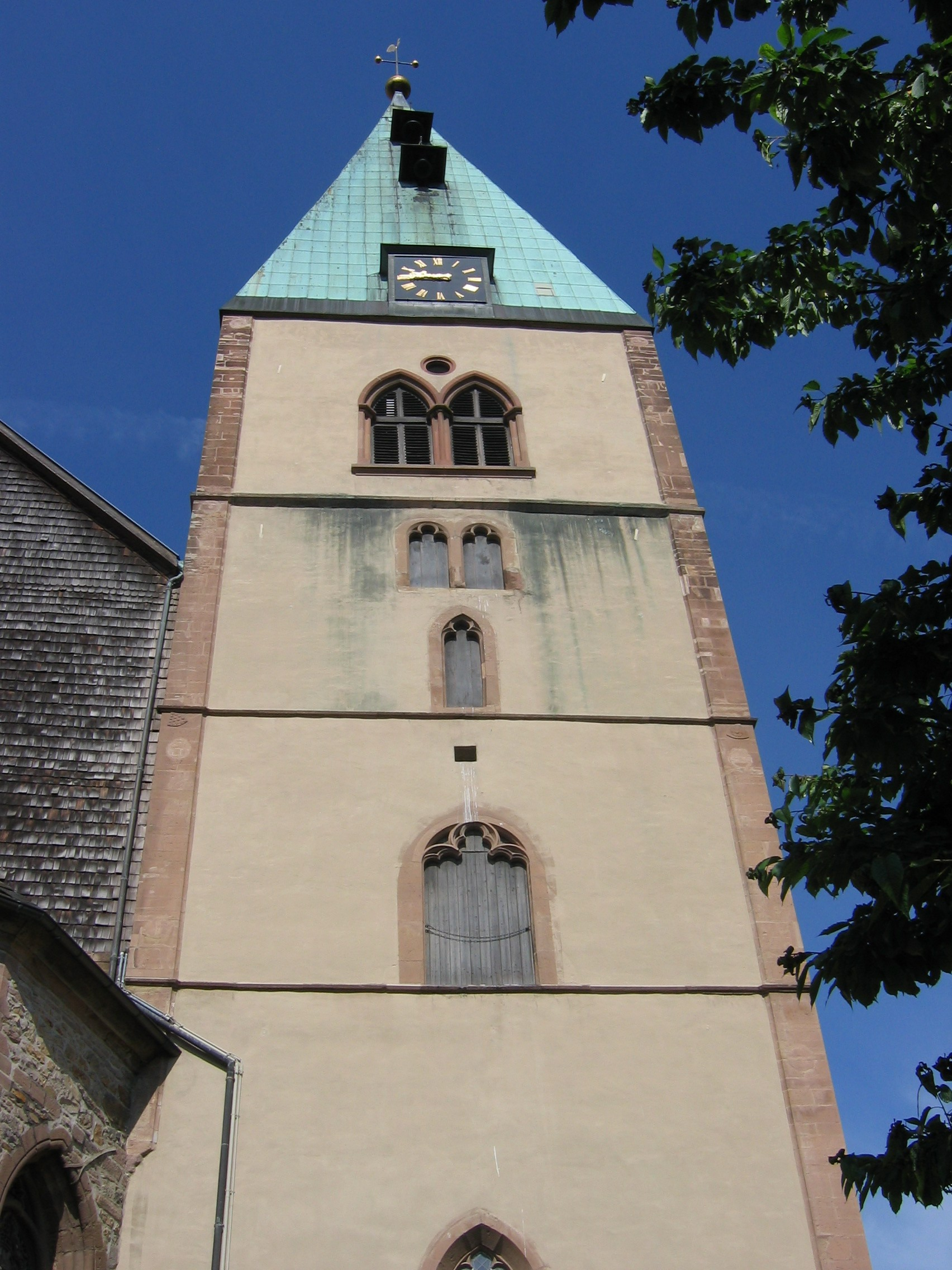
Ostturm mit Uhrschlagglocken

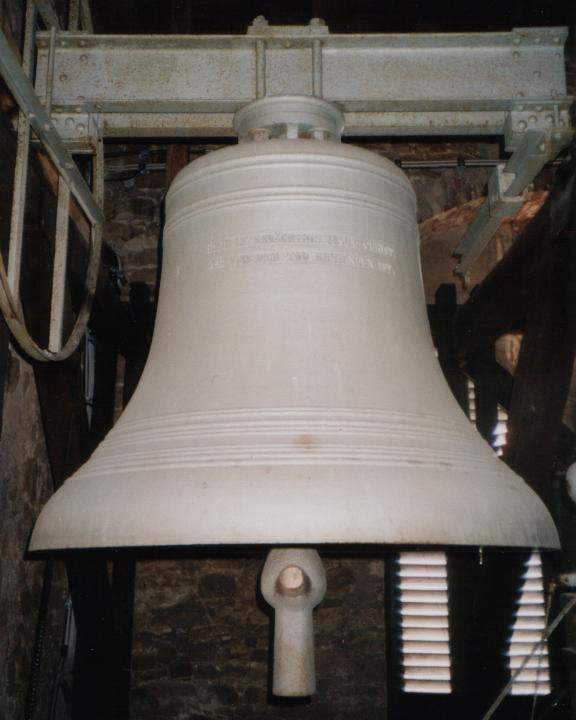
Mittlere Glocke von 1922

#### Geschichte
Zwischen 1568 und 1629 lassen sich drei Glocken nachweisen. Die große Glocke, Feuerglocke genannt, wurde 1568 von Hans Rabe mit folgender Inschrift gegossen:
„Lavet den Heren wat levet up Erden, mit Lobgesange helle Tzimblen an Klockenklange“ (Psalm 150). Eine weitere Glocke aus dem Jahre 1519 wurde als Uhrglocke verwendet. Eine kleine Glocke aus dem 15. Jahrhundert erfüllte in vorreformatorischer Zeit ihren Dienst vermutlich als Chor- oder Messglocke und dürfte im erwähnten Dachreiter aufgehängt gewesen sein. Diese Glocke wurde später zusammen mit der Uhrglocke an der Ostseite des Turmhelms angebracht.
Aus älteren Quellen geht hervor, dass die ortsansässige Glockengießerfamilie Kleimann im Jahre 1629 eine weitere Glocke für die Marienkirche gegossen hat. Sie musste 1835 von Glockengießern Jacob Greve und H. Humpert (Brilon) unter Beibehaltung des Tones cis′ umgegossen werden. Ihre Inschrift lautete:
„Wenn dir mein Schall das Ohr berührt, so tu o Mensch wie sichs gebührt. Ich töne aber auch den Leichen, sowohl der Armen, wie der Reichen. Dann bilde dir dabei nur ein, daß einst die Reih’ an dir wird sein.“
1867 fertigte die Gütersloher Glockengießerei Lohmeyer aus der gesprungenen Feuerglocke zwei neue Glocken in den Tönen e′ und g′, die am Reformationsfest desselben Jahres in Dienst genommen wurden. Die größere trug die Inschrift
„Ehre sei Gott in der Höhe, Friede auf Erden und den Menschen ein Wohlgefallen“, die kleinere den Spruch
„Heute, so ihr meine Stimme höret, so verstocket euer Herz nicht. Psalm 95“.
Im Jahre 1917 wurden die beiden Glocken von 1867 abgeliefert und vernichtet. Die große Glocke von 1835 kam in den Stumpfen Turm von St. Johann, da dort eine Glocke, 1779 von den Gebr. Fricke gegossen, dem Krieg zum Opfer gefallen war. Im Zweiten Weltkrieg ging auch jene Glocke von 1835 verloren.
Als Ersatz für die drei 1917 abgegebenen Glocken wurden beim Bochumer Verein drei Gussstahl-Glocken bestellt und im selben Jahr in Dienst genommen. Nach dem Geläut der Stadtkirche zu Salzuflen ist es das größte in Lippe. Die beiden Schlagglocken wurden aufgrund ihrer exponierten Lage am Turmhelm von den Kriegsbeschlagnahmen 1917 und 1942 befreit.

#### Läuteordnung
Die Läuteordnung gibt folgendes vor:
- Einläuten des Sonntags am Sonnabend von 18:00 bis 18:10 Uhr mit allen Glocken,
- Zeichenläuten, gen. „Weckläuten“, eine Stunde vor dem Gottesdienst mit der kleinen Glocke,
- Zusammenläuten zehn Minuten vor Beginn des Gottesdienstes mit allen Glocken,
- zum Vaterunser im Sonntagsgottesdienst wird die mittlere Glocke sieben Mal angeschlagen,
- Betläuten um 7, 12 und 18 Uhr mit der großen Glocke, drei Mal drei Schläge,
- zu Taufen mit der kleinen Glocke,
- zu Trauungen mit allen Glocken.

#### Datenübersicht
| Nr. | Name                         | Gussjahr | Gießer            | Durchmesser (mm, ca.) | Gewicht (kg, ca.) | Schlagton (435 Hz) | Inschrift (Übersetzung) |
| 1   | Weihnachtsglocke (Gottvater) | 1922     | Bochumer Verein   | 1.990                 | 3.300             | a°                 | GELOBT SEI GOTT IM HÖCHSTEN THRON, DER UNS SCHENKT SEINEN EIN’GEN SOHN. GEOPFERT FÜR VATERLANDS WEHR 1917. ERNEUERT ZU GOTTES EHR 1922.                                                             |
| 2   | Osterglocke (Gottsohn)       | 1922     | Bochumer Verein   | 1.670                 | 1.900             | c′                 | HALT IM GEDÄCHTNIS JESUM CHRIST, DER VOM TOD ERSTANDEN IST. ZUM GEDÄCHTNIS UNSERER GEFALLENEN. [Bildnis: Kreuz]                                                                                     |
| 3   | Pfingstglocke (Gottgeist)    | 1922     | Bochumer Verein   | 1.445                 | 1.200             | es′                | O HEIL’GER GEIST, DU TRÖSTER WERT, GIEB DEIN’M VOLK EIN’RLEI SINN AUF ERD'. |
| I   | Stundenglocke                | 1519     | Wolter Westerhues | 740                   | 250               | h′ +3/16           | + o (L) maria (L) wilt (L) vns (L) vorwerven (2 L) eyne (L) salighe (L) vre (L) als (L) wir (L) sollen (L) sterven (2 L) anno (L) domini (L) m (L) ccccc (L) xix[.] (Worttrennung durch Lilien = L) |
| II  | Viertelstundenglocke         | 15. Jh.  | unbekannt         | 540                   |                   | ca. a″             | o rex gloriae christe veni cum pace („O Christus, König der Ehren, komm mit Frieden.“) |

## Sonstiges
„Vermischte Nachrichten – Lemgo. Am vorigen Sonntage hat sich in dem Klingelbeutel der Kirche zu St. Marien eine Pistole in Golde gefunden, wofür dem milden Geber Namens der Armen verbindlichst gedankt und Gottes reicher Segen gewünschet wird.“